# Impavido (torpediniera)
L’Impavido è stata una torpediniera di scorta della Regia Marina.

## Storia
Moderna unità della classe Ciclone, concepita appositamente per scortare i convogli lungo le pericolose rotte per il Nordafrica, la torpediniera entrò in servizio a fine aprile 1943, mentre ormai la guerra dei convogli volgeva al termine.
Rimase in servizio per poco più di tre mesi e non ebbe quindi occasione di essere impiegata molto intensamente. Assegnata alla VI Squadriglia Torpediniere, fu impiegata per le scorte dapprima nel Mar Tirreno settentrionale e successivamente nel Tirreno meridionale e nelle acque della Corsica, svolgendo in tutto dieci missioni di guerra.
Il 2 agosto 1943 l’Impavido fu bombardata e mitragliata da velivoli angloamericani al largo di Salerno, con danni non gravi ma vittime e feriti tra l'equipaggio.
L'armistizio sorprese la nave a La Spezia ove si trovava per dei lavori alle caldaie: l’Impavido poté lasciare il porto ligure, ma un'avaria alle macchine la obbligò a riparare a Portoferraio, dove fu catturata dai tedeschi il 16 settembre 1943.
Incorporata nella Kriegsmarine il 9 ottobre 1943, assunse il nome di TA 23. Nel gennaio 1944 la torpediniera fu dislocata a La Spezia, in seno alla X Flottiglia Torpediniere.
Alle otto di sera del 24 aprile 1944 la TA 23 lasciò La Spezia unitamente a due altre torpediniere ex italiane, la TA 26 (ex Ardito) e la TA 29 (ex Eridano), ed intorno all'una e mezza del 25 aprile effettuarono in dodici minuti la posa di un campo minato al largo di Capraia. All'1.45, intrapresa la navigazione di ritorno, la TA 23 fu gravemente danneggiata dallo scoppio di una mina avvenuto sotto la sua chiglia; la nave colpita fu presa a rimorchio dalla TA 26, ma alle 2.27, durante le manovre per evitare l'urto contro le mine, i cavi si ruppero. Il rimorchio, con altro sistema (affiancamento di TA 23 e TA 26), ebbe inizio alle 2.57. Alle 4.42 le tre navi furono attaccate da alcune motosiluranti statunitensi, che poterono respingere, ma frattanto la TA 23 imbarcava sempre più acqua: fu rimosso tutto il materiale asportabile ed alle 6.32, in seguito all'avvistamento di velivoli in arrivo, vennero tagliati i cavi di rimorchio e la nave fu abbandonata dall'equipaggio; la TA 29 cannoneggiò il relitto della TA 23 e le lanciò due siluri: il primo non produsse danni gravi, il secondo andò a segno in corrispondenza di un deposito munizioni e la torpediniera saltò in aria. Erano le ore 6.45: la TA 23 s'inabissò nel punto 43°02' N e 10°12' E. La TA 26 e la TA 29 scamparono al successivo attacco aereo riportando danni lievi. Le perdite umane furono relativamente limitate: si ebbero complessivamente due morti accertati, 4 dispersi e 30 feriti (16 gravi e 14 lievi), parte dei quali su TA 26 e TA 29.
Il relitto della TA 23 giace su fondali di 70 metri, spezzato in tre tronconi, ad una decina di miglia da Cecina e ad una distanza circa doppia dalla Capraia. Il troncone poppiero, il più lungo (oltre metà della nave) giace in posizione capovolta, quello che include la plancia è adagiato su un fianco ed angolato di 90° rispetto al precedente, mentre il terzo troncone è costituito dall'estrema prua.

Comandanti
Capitano di corvetta Carlo Didero (nato il 6 dicembre 1910) (aprile - settembre 1943)